# Bradysia dazhulana
Bradysia dazhulana är en tvåvingeart som beskrevs av Yang 2003. Bradysia dazhulana ingår i släktet Bradysia och familjen sorgmyggor. Inga underarter finns listade i Catalogue of Life.